# Anolidae
Anolidae – monotypowa rodzina jaszczurek zaliczana do infrarzędu Iguania w obrębie rzędu łuskonośnych (Squamata).

## Zasięg występowania
Rodzina obejmuje ponad 430 gatunków występujących w Ameryce (Stany Zjednoczone (włącznie z Navassą), Meksyk, Belize, Gwatemala, Salwador, Honduras, Nikaragua, Kostaryka, Panama, Kuba, Bahamy, Kajmany, Jamajka, Turks i Caicos, Haiti, Dominikana, Portoryko, Brytyjskie Wyspy Dziewicze, Wyspy Dziewicze Stanów Zjednoczonych, Anguilla, Saint-Martin, Saint-Barthélemy, Saba, Sint Eustatius, Saint Kitts i Nevis, Antigua i Barbuda, Montserrat, Gwadelupa, Dominika, Martynika, Saint Lucia, Saint Vincent i Grenadyny, Barbados, Grenada, Aruba, Curaçao, Bonaire, Kolumbia, Trynidad i Tobago, Wenezuela, Gujana, Surinam, Gujana Francuska, Brazylia, Ekwador, Peru, Boliwia i Paragwaj). Wiele gatunków zostało szeroko introdukowanych lub z powodzeniem skolonizowało obszary nieobjęte ich historycznymi zasięgami.

## Systematyka

### Etymologia
- Anolis (Anolius): karaibska nazwa Anoli dla „jaszczurki”[39].
- Xiphosurus: gr. ξιφος xiphos „miecz”[40]; σαυρος sauros „jaszczurka”[41]. Gatunek typowy: Anolis cuvieri Merrem 1820.
- Dactyloa: gr. δακτυλος daktulos „palec”; ωα ōa „brzeg, krawędź”[6]. Gatunek typowy: Anolis cuvieri Merrem, 1820.
- Draconura: gr. δρακων drakōn, δρακοντος drakontos „wąż, smok”[42]; ουρα oura „ogon”[43]. Gatunek typowy: Draconura nitens Wagler, 1830 (= Anolis chrysolepis Duméril & Bibron, 1837).
- Norops: gr. νωροψ nōrops „lśniący”[7]. Gatunek typowy: Anolis auratus Daudin, 1802.
- Phalangoptyon: gr. φάλαγγα phalanga „paliczek”, od φάλαγξ phalanx „kość palca lub stopy”[44]; πτυον ptuon „wachlarz”, od πτυσσω ptussō „składać, zwinąć”[45]. Gatunek typowy: Lacerta roquet Lacépède, 1788 (= Lacerta roquet Bonnaterre, 1789).
- Acantholis: ακανθα akantha „cierń, kolec”, od ακη akē „punkt”[46]; rodzaj Anolis Daudin, 1802. Gatunek typowy: Anolis loysiana Cocteau, 1836.
- Chamaeleolis: zbitka wyrazowa nazw rodzajów: Chamaeleo Laurenti, 1876 oraz Anolis Daudin, 1802[10]. Gatunek typowy: Anolis chamaeleonides Duméril & Bibron, 1837.
- Pseudochamaeleon: gr. ψευδος pseudos „fałszywy”[47]; łac. chamaeleon „kameleon”, od gr. χαμαιλεων khamaileōn „ziemny lew”, od  χαμαι khamai „na ziemi”; λεων leon, λεοντος leontos „lew”[48]. Gatunek typowy: Anolis chamaeleonides Duméril & Bibron, 1837.
- Ctenonotus: gr. κτεις kteis, κτενος ktenos „grzebień”[49]; ους ous, ωτος ōtos „ucho”[50]. Gatunek typowy: Lacerta bimaculata Sparrman, 1784.
- Semiurus: gr. σημα sema, σηματος sematos „znak, znamię”[51]; ουρα oura „ogon”[43]. Gatunek typowy: Anolis ricordii Duméril & Bibron, 1837.
- Microctenus: gr. μικρος mikros „mały”[52]; κτεις kteis, κτενος ktenos „grzebień”[49]. Gatunek typowy: Anolis edwardsii Merrem, 1820 (= Lacerta bimaculata Sparrman, 1784).
- Eupristis: gr. ευ eu „dobry, typowy”[53]; πριστης pristēs „pilarz”[53]. Gatunek typowy: Anolis equestris Merrem, 1820.
- Istiocercus: gr. ἱστιον histion „żagiel”[54]; κερκος kerkos „ogon”[55]. Gatunek typowy: Anolis cristatellus Duméril & Bibron, 1837.
- Heterolepis: gr. ἑτερος heteros „inny”[56]; λεπις lepis, λεπιδος lepidos „łuska, płytka”, od λεπω lepō „łuszczyć”[57]. Gatunek typowy: Anolis pulchellus Duméril & Bibron 1837.
- Eunotus: gr. ευ eu „dobry, typowy”[53]; -νωτος -nōtos „-tyły, -grzbiety”, od νωτον nōton „tył, grzbiet”[58]. Gatunek typowy: Anolis gracilis Wied-Neuwied, 1821 (= Anolis punctatus Daudin, 1802).
- Ctenodeira: gr. κτεις kteis, κτενος ktenos „grzebień”[49]; δειρη deirē „gardło”[59]. Gatunek typowy: Anolis richardi Duméril & Bibron, 1837.
- Deiroptyx: gr. δειρη deirē „gardło”[59]; πτυξ ptux, πτυχος ptukhos „fałda”, od πτυσσω ptussō „składać, zwinąć”[60]. Gatunek typowy: Anolis vermiculatus Cocteau, 1837.
- Trachycoelia: gr. τραχυς trakhus „chropowaty, szorstki”[61]; κοιλια koilia „brzuch”[62]. Gatunek typowy: Anolis lineatus Daudin, 1804.
- Tropidopilus: gr. τροπις tropis, τροπιδος tropidos „kil statku”[63]; πιλος pilos „włosy”[64]. Gatunek typowy: Anolis fusco-auratus D’Orbigny, 1837.
- Xiphocercus: gr. ξιφος xiphos miecz[40]; κερκος kerkos „ogon”[55]. Gatunek typowy: Anolis chlorocyanus Duméril & Bibron, 1837.
- Eudactylus: gr. ευ eu „dobry, typowy”[53]; δακτυλος daktulos „palec”[65]. Gatunek typowy: Anolis goudotii Duméril & Bibron, 1837 (= Lacerta roquet Bonnaterre, 1789).
- Trachypilus: gr. τραχυς trakhus „chropowaty, szorstki”[61]; πιλος pilos „włosy”[64]. Gatunek typowy: Anolis sagrei Duméril & Bibron, 1837.
- Pristicercus: πριστις pristis „ryba piła”[53]; κερκος kerkos „ogon”[55]. Gatunek typowy: Dactyloa biporcata Wiegmann, 1834.
- Heteroderma: gr. ἑτερος heteros „inny”[56]; δερμα derma, δερματος dermatos „skóra”[66]. Gatunek typowy: Anolis loysiana Cocteau, 1836.
- Gastrotropis: gr. γαστηρ gastēr, γαστρος gastros „brzuch”[67]; τροπις tropis, τροπιδος tropidos „kil statku”[63]. Gatunek typowy: Dactyloa nebulosa Wiegmann, 1834.
- Dracontopsis: gr. δρακων drakōn, δρακοντος drakontos „wąż, smok”[42]; οψις opsis, οψεως opseōs „wygląd, oblicze, twarz”[68]. Gatunek typowy: Draconura nitzschii Wiegmann, 1834 (= Anolis auratus Daudin, 1802).
- Ptychonotus: gr. πτυξ ptux, πτυχος ptukhos „fałda”, od πτυσσω ptussō „składać, zwinąć”[60]; -νωτος -nōtos „-tyły, -grzbiety”, od νωτον nōton „tył, grzbiet”[58]. Gatunek typowy: Anolis alligator Duméril & Bibron, 1837 (= Lacerta roquet Bonnaterre, 1789).
- Rhinosaurus: gr. ῥις rhis, ῥινος rhinos „nos, pysk”[69]; σαυρος sauros „jaszczurka”[41]. Gatunek typowy: Anolis nasicus Duméril & Bibron, 1837 (= Anolis punctatus Daudin, 1802).
- Placopsis: gr. πλαξ plax, πλακος plakos „płaska powierzchnia, płaszczyna”[70]; οψις opsis, οψεως opseōs „wygląd, oblicze, twarz”[68]. Gatunek typowy: Placopsis ocellata Gosse, 1850 (= Anolis valencienni Duméril & Bibron, 1837).
- Coccoessus: łac. coccineus „szkarłatny, czerwony jak jagoda”, od gr. κοκκινος kokkinos „szkarłatny”, od κοκκος kokkos „szkarłatna jagoda”[71]. Gatunek typowy: Anolis pentaprion Cope, 1862.
- Scytomycterus: gr. σκυτος skutos „wyprawiona skóra”[72]; μυκτηρ muktēr, μυκτηρος muktēros „nos, pysk”[73]. Gatunek typowy: Scytomycterus laevis Cope, 1875.
- Tropidodactylus: gr. τροπις tropis, τροπιδος tropidos „kil statku”[63]; δακτυλος daktulos „palec”[65]. Gatunek typowy: Norops onca O’Shaughnessy, 1875.
- Chamaelinorops: zbitka wyrazowa nazw rodzajów: Chamaeleolis A.M.C. Duméril & Bibron, 1837 oraz Norops Wagler, 1830[26]. Gatunek typowy: Chamaelinorops barbouri Schmidt, 1919.
- Phenacosaurus: gr. φεναξ phenax, φενακος phenakos „oszust”[74]; σαυρος sauros „jaszczurka”[41]. Gatunek typowy: Anolis heterodermus Duméril, 1851.
- Diaphoranolis: gr. διαφορος diaphoros „inny”, od διαφορεω diaphoreō „rozproszyć się”, od διαφερω diapherō „przewieźć, przenieść się”[75]; rodzaj Anolis Daudin, 1802. Gatunek typowy: Diaphoranolis brooksi Barbour, 1923.
- Audantia: André Audant (1909–?), haitański zoolog i kolekcjoner[29]. Gatunek typowy: Audantia armouri Cochran, 1934.
- Macroleptura: gr. μακρος makros „długi”[76]; λεπτος leptos „delikatny, drobny”[57]; ουρα oura „ogon”[43]. Gatunek typowy: Anolis cyanopleurus Cope, 1861.
- Pseudoequestris: gr. ψευδος pseudos „fałszywy”[47]; łac. equester, equestris „rycerz”, od eques, equitis „jeździec”, od equus  „koń”[77]. Gatunek typowy: Anolis isolepis Cope, 1861.
- Gekkoanolis: zbitka wyrazowa nazw rodzajów: Gekko Laurenti, 1768 oraz Anolis Daudin, 1802[33]. Gatunek typowy: Anolis lucius Duméril & Bibron, 1837.
- Brevicaudata: łac. brevis „krótki”[78]; caudatus „mieć ogon, ogonowy”, od cauda „ogon”[79]. Gatunek typowy: Anolis angusticeps Hallowell, 1856.

### Podział systematyczny
Do rodziny należy jeden rodzaj z następującymi gatunkami:  

- Anolis acutus Hallowell, 1856
- Anolis aeneus Gray, 1840
- Anolis aequatorialis Werner, 1894
- Anolis agassizi Stejneger, 1900
- Anolis agueroi (Diaz, Navarro & Garrido, 1998)
- Anolis ahli Barbour, 1925
- Anolis alayoni Estrada & Hedges, 1995
- Anolis alfaroi Garrido & Hedges, 1992
- Anolis aliniger Mertens, 1939
- Anolis allisoni Barbour, 1928
- Anolis allogus Barbour & Ramsden, 1919
- Anolis alocomyos (Köhler, Vargas & Lotzkat, 2014)
- Anolis altae Dunn, 1930
- Anolis altavelensis Noble & Hassler, 1933
- Anolis altitudinalis Garrido, 1985
- Anolis alumina Hertz, 1976
- Anolis alutaceus Cope, 1861
- Anolis alvarezdeltoroi Nieto Montes de Oca, 1996
- Anolis amplisquamosus (McCranie, Wilson & Williams, 1993)
- Anolis anatoloros Ugueto, Rivas, Barros, Sánchez-Pacheco & García-Pérez, 2007
- Anolis anchicayae Poe, Velasco, Miyata & Williams, 2009
- Anolis anfiloquioi Garrido, 1980
- Anolis angusticeps Hallowell, 1856
- Anolis anisolepis Smith, Burley & Fritts, 1968
- Anolis annectens Williams, 1974
- Anolis anoriensis Velasco, Gutiérrez-Cárdenas & Quintero-Angel, 2010
- Anolis antioquiae Williams, 1985
- Anolis antonii Boulenger, 1908
- Anolis apletolepis Köhler & Hedges, 2016
- Anolis apletophallus Köhler & Sunyer, 2008
- Anolis apollinaris Boulenger, 1919
- Anolis aquaticus Taylor, 1956
- Anolis arenal (Köhler & Vargas, 2019)
- Anolis argenteolus Cope, 1861
- Anolis argillaceus Cope, 1862
- Anolis aridius (Köhler, Zimmer, McGrath & Hedges, 2019)
- Anolis armouri (Cochran, 1934)
- Anolis auratus Daudin, 1802
- Anolis aurifer Schwartz, 1968
- Anolis australis (Köhler, Zimmer, McGrath & Hedges, 2019)
- Anolis bahorucoensis Noble & Hassler, 1933
- Anolis baleatus (Cope, 1864)
- Anolis baracoae Schwartz, 1964
- Anolis barahonae Williams, 1962
- Anolis barbatus (Garrido, 1982) – anolis brodaty
- Anolis barbouri (Schmidt, 1919)
- Anolis barkeri (Schmidt, 1939)
- Anolis bartschi (Cochran, 1928)
- Anolis beckeri Boulenger, 1881
- Anolis bellipeniculus (Myers & Donnelly, 1996)
- Anolis benedikti Lotzkat, Bienentreu, Hertz & Köhler, 2011
- Anolis bicaorum (Köhler, 1996)
- Anolis bimaculatus (Sparrman, 1784)
- Anolis binotatus Peters, 1863
- Anolis biporcatus (Wiegmann, 1834)
- Anolis birama Garrido, 1990
- Anolis bitectus Cope, 1864
- Anolis blanquillanus Hummelinck, 1940
- Anolis boettgeri Boulenger, 1911
- Anolis bombiceps Cope, 1875
- Anolis bonairensis Ruthven, 1923
- Anolis boulengerianus Thominot, 1887
- Anolis brasiliensis Vanzolini & Williams, 1970
- Anolis bremeri Barbour, 1914
- Anolis breslini Schwartz, 1980
- Anolis brevirostris Bocourt, 1870
- Anolis brianjuliani (Köhler, Petersen & Méndez de la Cruz, 2019)
- Anolis brooksi (Barbour, 1923)
- Anolis brunneus Cope, 1894
- Anolis caceresae (Hofmann & Townsend, 2018)
- Anolis calimae Ayala, Harris & Williams, 1983
- Anolis callainus Köhler & Hedges, 2020
- Anolis campbelli (Köhler & Smith, 2008)
- Anolis capito Peters, 1863
- Anolis caquetae Williams, 1974
- Anolis carlliebi Köhler, Trejo-Pérez, Petersen & Méndez de la Cruz, 2014
- Anolis carlostoddi (Williams, Praderio & Gorzula, 1996)
- Anolis carolinensis Voigt, 1832 – anolis zielony
- Anolis carpenteri Echelle, Echelle & Fitch, 1971
- Anolis casildae Arosemena, Ibáñez & De Sousa, 1991
- Anolis caudalis Cochran, 1932
- Anolis centralis Peters, 1970
- Anolis chamaeleonides Duméril & Bibron, 1837
- Anolis charlesmyersi Köhler, 2010
- Anolis chloris Boulenger, 1898
- Anolis chlorocyanus Duméril & Bibron, 1837
- Anolis chlorodius Köhler & Hedges, 2016
- Anolis christophei Williams, 1960
- Anolis chrysolepis Duméril & Bibron, 1837
- Anolis chrysops Lazell, 1964
- Anolis clivicola Barbour & Shreve, 1935
- Anolis cobanensis Stuart, 1942
- Anolis compressicauda Smith & Kerster, 1955
- Anolis concolor Cope, 1862
- Anolis confusus Estrada & Garrido, 1991
- Anolis conspersus Garman, 1887
- Anolis cooki Grant, 1931
- Anolis crassulus Cope, 1864
- Anolis cristatellus Duméril & Bibron, 1837
- Anolis cristifer Smith, 1968
- Anolis cryptolimifrons Köhler & Sunyer, 2008
- Anolis cupeyalensis Peters, 1970
- Anolis cupreus Hallowell, 1860
- Anolis cuprinus Smith, 1964
- Anolis cuscoensis Poe, Yañez-Miranda & Lehr, 2008
- Anolis cusuco (McCranie, Köhler & Wilson, 2000)
- Anolis cuvieri Merrem, 1820
- Anolis cyanopleurus Cope, 1861
- Anolis cyanostictus Mertens, 1939
- Anolis cybotes Cope, 1862
- Anolis cymbops Cope, 1864
- Anolis damulus Cope, 1864
- Anolis danieli Williams, 1988
- Anolis darlingtoni (Cochran, 1935)
- Anolis datzorum Köhler, Ponce, Sunyer & Batista, 2007
- Anolis delafuentei Garrido, 1982
- Anolis deltae Williams, 1974
- Anolis demissus Schwartz, 1969
- Anolis desechensis Heatwole, 1976
- Anolis desiradei Lazell, 1964
- Anolis dissimilis Williams, 1965
- Anolis distichus Cope, 1861
- Anolis divius Köhler & Hedges, 2016
- Anolis dolichocephalus Williams, 1963
- Anolis dollfusianus Bocourt, 1873
- Anolis doris Barbour, 1925
- Anolis dracula Yánez-Muñoz, Reyes-Puig, Reyes-Puig, Velasco, Ayala-Varela & Torres-Carvajal, 2018
- Anolis duellmani Fitch & Henderson, 1973
- Anolis dunni Smith, 1936
- Anolis eladioi Köhler & Hedges, 2016
- Anolis elcopeensis Poe, Scarpetta & Schaad, 2015
- Anolis equestris Merrem, 1820 – anolis kubański
- Anolis ernestwilliamsi Lazell, 1983
- Anolis etheridgei Williams, 1962
- Anolis eugenegrahami Schwartz, 1978
- Anolis eulaemus Boulenger, 1908
- Anolis euskalerriari (Barros, Williams & Viloria, 1996)
- Anolis evermanni Stejneger, 1904
- Anolis extremus Garman, 1887
- Anolis fairchildi Barbour & Shreve, 1935
- Anolis fasciatus Boulenger, 1885
- Anolis ferreus (Cope, 1864)
- Anolis festae Peracca, 1904
- Anolis fitchi Williams & Duellman, 1984
- Anolis forresti Barbour, 1923
- Anolis fortunensis Arosemena & Ibáñez, 1993
- Anolis fowleri Schwartz, 1973
- Anolis fraseri Günther, 1859
- Anolis frenatus Cope, 1899
- Anolis fugitivus Garrido, 1975
- Anolis fungosus Myers, 1971
- Anolis fuscoauratus d’Orbigny, 1837
- Anolis gadovii Boulenger, 1905
- Anolis gaigei Ruthven, 1916
- Anolis garmani Stejneger, 1899
- Anolis garridoi Diaz, Estrada & Moreno, 1996
- Anolis gemmosus O’Shaughnessy, 1875
- Anolis gibbiceps Cope, 1864
- Anolis ginaelisae (Lotzkat, Hertz, Bienentreu & Köhler, 2013)
- Anolis gingivinus Cope, 1864
- Anolis gonavensis Köhler & Hedges, 2016
- Anolis gorgonae Barbour, 1905
- Anolis gracilipes Boulenger, 1898
- Anolis grahami Gray, 1845
- Anolis granuliceps Boulenger, 1898
- Anolis griseus Garman, 1887
- Anolis gruuo Köhler, Ponce, Sunyer & Batista, 2007
- Anolis guafe Estrada & Garrido, 1991
- Anolis guamuhaya (Garrido, Pérez-Beato & Moreno, 1991)
- Anolis guazuma Garrido, 1984
- Anolis gundlachi Peters, 1877
- Anolis haguei Stuart, 1942
- Anolis hendersoni Cochran, 1923
- Anolis heterodermus Duméril, 1851
- Anolis heteropholidotus Mertens, 1952
- Anolis higuey (Köhler, Zimmer, McGrath & Hedges, 2019)
- Anolis hispaniolae (Köhler, Zimmer, McGrath & Hedges, 2019)
- Anolis hobartsmithi Nieto Montes de Oca, 2001
- Anolis homolechis (Cope, 1864)
- Anolis huilae Williams, 1982
- Anolis humilis Peters, 1863
- Anolis hyacinthogularis Torres-Carvajal, Ayala-Varela, Lobos, Poe & Narváez, 2017
- Anolis ibague Williams, 1975
- Anolis ibanezi Poe, Latella, Ryan & Schaad, 2009
- Anolis imias Ruibal & Williams, 1961
- Anolis immaculogularis Köhler, Trejo-Pérez, Petersen & Méndez de la Cruz, 2014
- Anolis impetigosus Cope, 1864
- Anolis incredulus Garrido & Moreno, 1998
- Anolis inderenae (Rueda-Almonacid & Hernández-Camacho, 1988)
- Anolis inexpectatus Garrido & Estrada, 1989
- Anolis insignis Cope, 1871
- Anolis insolitus Williams & Rand, 1969
- Anolis isolepis (Cope, 1861)
- Anolis jacare Boulenger, 1903
- Anolis johnmeyeri Wilson & McCranie, 1982
- Anolis juangundlachi Garrido, 1975
- Anolis jubar Schwartz, 1968
- Anolis kahouannensis Lazell, 1964
- Anolis kathydayae Poe & Ryan, 2017
- Anolis kemptoni Dunn, 1940
- Anolis koopmani Rand, 1961
- Anolis kreutzi (McCranie, Köhler & Wilson, 2000)
- Anolis krugi Peters, 1877
- Anolis kunayalae Hulebak, Poe, Ibáñez & Williams, 2007
- Anolis laevis (Cope, 1875)
- Anolis laeviventris (Wiegmann, 1834)
- Anolis lamari Williams, 1992
- Anolis landestoyi Mahler, Lambert, Geneva, Ng, Hedges, Losos & Glor, 2016
- Anolis latifrons Berthold, 1846
- Anolis leachii Duméril & Bibron, 1837
- Anolis leditzigorum (Köhler, Vargas & Lotzkat, 2014)
- Anolis lemniscatus Boulenger, 1898
- Anolis lemurinus Cope, 1861
- Anolis leucodera Köhler & Hedges, 2016
- Anolis limifrons Cope, 1862
- Anolis limon Velasco & Hurtado-Gómez, 2014
- Anolis lineatopus Gray, 1840
- Anolis lineatus Daudin, 1802
- Anolis liogaster Boulenger, 1905
- Anolis lionotus Cope, 1861
- Anolis litoralis Garrido, 1975
- Anolis lividus Garman, 1887
- Anolis longiceps Schmidt, 1919
- Anolis longitibialis Noble, 1923
- Anolis lososi Torres-Carvajal, Ayala-Varela, Lobos, Poe & Narváez, 2017
- Anolis loveridgei Schmidt, 1936
- Anolis loysiana (Cocteau, 1836)
- Anolis luciae Garman, 1887
- Anolis lucius Duméril & Bibron, 1837
- Anolis luteogularis Noble & Hassler, 1935
- Anolis luteosignifer Garman, 1888
- Anolis lynchi Miyata, 1985
- Anolis lyra Poe, Velasco, Miyata & Williams, 2009
- Anolis macilentus Garrido & Hedges, 1992
- Anolis macrinii Smith, 1968
- Anolis macrolepis Boulenger, 1911
- Anolis macrophallus Werner, 1917
- Anolis maculigula Williams, 1984
- Anolis maculiventris Boulenger, 1898
- Anolis magnaphallus Poe & Ibáñez, 2007
- Anolis maia (Batista, Vesely, Mebert, Lotzkat & Köhler, 2015)
- Anolis marcanoi Williams, 1975
- Anolis mariarum Barbour, 1932
- Anolis marmoratus Duméril & Bibron, 1837
- Anolis marron Arnold, 1980
- Anolis marsupialis Taylor, 1956
- Anolis matudai Smith, 1956
- Anolis maynardii Garman, 1888
- Anolis mccraniei (Köhler, Townsend & Petersen, 2016)
- Anolis medemi Ayala & Williams, 1988
- Anolis megalopithecus Rueda-Almonacid, 1989
- Anolis megapholidotus Smith, 1933
- Anolis menta Ayala, Harris & Williams, 1984
- Anolis meridionalis Boettger, 1885
- Anolis mestrei Barbour & Ramsden, 1916
- Anolis microlepidotus Davis, 1954
- Anolis microtus Cope, 1871
- Anolis milleri Smith, 1950
- Anolis mirus Williams, 1963
- Anolis monensis Stejneger, 1904
- Anolis monteverde Köhler, 2009
- Anolis monticola Shreve, 1936
- Anolis morazani Townsend & Wilson, 2009
- Anolis muralla (Köhler, Mccranie & Wilson, 1999)
- Anolis nasofrontalis Amaral, 1933
- Anolis naufragus (Campbell, Hillis & Lamar, 1989)
- Anolis neblininus (Myers, Williams & McDiarmid, 1993)
- Anolis nebuloides Bocourt, 1873
- Anolis nebulosus (Wiegmann, 1834)
- Anolis neglectus Prates, Melo-Sampaio, De Queiroz, Carnaval, Rodrigues & Oliveira-Drummond, 2019
- Anolis nelsoni Barbour, 1914
- Anolis nemonteae Ayala-Varela, Valverde, Poe, Narváez, Yánez-Muñoz & Torres-Carvajal, 2021
- Anolis nicefori (Dunn, 1944)
- Anolis nietoi KKöhler, Trejo-Pérez, Petersen & Méndez de la Cruz, 2014
- Anolis nigrolineatus Williams, 1965
- Anolis noblei Barbour & Shreve, 1935
- Anolis notopholis Boulenger, 1896
- Anolis nubilus Garman, 1887
- Anolis occultus Williams & Rivero, 1965
- Anolis ocelloscapularis (Köhler, McCranie & Wilson, 2001)
- Anolis oculatus (Cope, 1879)
- Anolis oligaspis Cope, 1894
- Anolis olssoni Schmidt, 1919
- Anolis omiltemanus Davis, 1954
- Anolis onca (O’Shaughnessy, 1875)
- Anolis opalinus Gosse, 1850
- Anolis ophiolepis Cope, 1861
- Anolis oporinus Garrido & Hedges, 2001
- Anolis orcesi (Lazell, 1969)
- Anolis ortonii Cope, 1868
- Anolis osa Köhler, Dehling & Köhler, 2010
- Anolis otongae Ayala-Varela & Velasco, 2010
- Anolis oxylophus Cope, 1875
- Anolis pachypus Cope, 1875
- Anolis parilis Williams, 1975
- Anolis parvauritus Williams, 1966
- Anolis parvicirculatus Alvarez del Toro & Smith, 1956
- Anolis paternus Hardy, 1967
- Anolis pecuarius Schwartz, 1969
- Anolis pentaprion Cope, 1863
- Anolis peraccae Boulenger, 1898
- Anolis peruensis Poe, Latella, Ayala-Varela, Yañez-Miranda & Torres-Carvajal, 2015
- Anolis petersii Bocourt, 1873
- Anolis peucephilus Köhler, Trejo-Pérez, Petersen & Mendez de la Cruz, 2014
- Anolis peynadoi Mertens, 1939
- Anolis phyllorhinus Myers & Carvalho, 1945
- Anolis pigmaequestris Garrido, 1975
- Anolis pijolense (McCranie, Wilson & Williams, 1993)
- Anolis pinchoti Cochran, 1931
- Anolis placidus Hedges & Thomas, 1989
- Anolis planiceps Troschel, 1848
- Anolis podocarpus Ayala-Varela & Torres-Carvajal, 2010
- Anolis poecilopus COPE, 1862
- Anolis poei Ayala-Varela, Troya-Rodriguez, Talero-Rodriguez & Torres-Carvajal, 2014
- Anolis pogus Lazell, 1972
- Anolis polylepis Peters, 1874
- Anolis poncensis Stejneger, 1904
- Anolis porcatus Gray, 1840
- Anolis porcus (Cope, 1864)
- Anolis prasinorius Köhler & Hedges, 2016
- Anolis princeps Boulenger, 1902
- Anolis proboscis Peters & Orces, 1956
- Anolis properus Schwartz, 1968
- Anolis propinquus Williams, 1984
- Anolis pseudokemptoni Köhler, Ponce, Sunyer & Batista, 2007
- Anolis pseudopachypus Köhler, Ponce, Sunyer & Batista, 2007
- Anolis pseudotigrinus Amaral, 1933
- Anolis pulchellus Duméril & Bibron, 1837
- Anolis pumilus Garrido, 1988
- Anolis punctatus Daudin, 1802
- Anolis purpurescens Cope, 1899
- Anolis purpurgularis (McCranie, Cruz & Holm, 1993)
- Anolis purpuronectes Gray, Meza-Lázaro, Poe & Nieto-Montes de Oca, 2016
- Anolis pygmaeus Alvarez del Toro & Smith, 1956
- Anolis quadriocellifer Barbour & Ramsden, 1919
- Anolis quaggulus Cope, 1885
- Anolis quercorum Fitch, 1978
- Anolis quimbaya Moreno-Arias, Méndez-Galeano, Beltrán & Vargas-Ramírez, 2023
- Anolis ravifaux Schwartz & Henderson, 1982
- Anolis ravitergum Schwartz, 1968
- Anolis reconditus Underwood & Williams, 1959
- Anolis rejectus Garrido & Schwartz, 1972
- Anolis richardii Duméril & Bibron, 1837
- Anolis ricordii Duméril & Bibron, 1837
- Anolis rimarum Thomas & Schwartz, 1967
- Anolis riparius Chaves, Ryan, Bolaños, Márquez, Köhler & Poe, 2023
- Anolis rivalis Williams, 1984
- Anolis roatanensis (Köhler & McCranie, 2001)
- Anolis robinsoni Chaves, Ryan, Bolaños, Márquez, Köhler & Poe, 2023
- Anolis rodriguezii Bocourt, 1873
- Anolis roosevelti Grant, 1931
- Anolis roquet (Bonnaterre, 1789)
- Anolis rubiginosus Bocourt, 1873
- Anolis rubribarbaris (Köhler, McCranie & Wilson, 1999)
- Anolis rubribarbus Barbour & Ramsden, 1919
- Anolis ruibali Navarro & Garrido, 2004
- Anolis ruizii Rueda-Almonacid & Williams, 1986
- Anolis rupinae Williams & Webster, 1974
- Anolis sabanus Garman, 1887
- Anolis sacamecatensis Köhler, Trejo-Pérez, Petersen & Méndez de la Cruz, 2014
- Anolis sagrei Duméril & Bibron, 1837
- Anolis salvini Boulenger, 1885
- Anolis santamartae Williams, 1982
- Anolis savagei Poe & Ryan, 2017
- Anolis saxatilis Mertens, 1938
- Anolis schiedii (Wiegmann, 1834)
- Anolis schwartzi Lazell, 1972
- Anolis scriptus Garman, 1887
- Anolis scypheus Cope, 1864
- Anolis semilineatus Cope, 1864
- Anolis sericeus Hallowell, 1856
- Anolis serranoi (Köhler, 1999)
- Anolis sheplani Schwartz, 1974
- Anolis shrevei (Cochran, 1939)
- Anolis sierramaestrae Holáňová, Rehák & Frynta, 2012
- Anolis singularis Williams, 1965
- Anolis smallwoodi Schwartz, 1964
- Anolis smaragdinus Barbour & Shreve, 1935
- Anolis sminthus Dunn & Emlen, 1932
- Anolis soinii Poe & Yañez-Miranda, 2008
- Anolis solitarius Ruthven, 1916
- Anolis spectrum Peters, 1863
- Anolis spilorhipis Alvarez del Toro & Smith, 1956
- Anolis squamulatus Peters, 1863
- Anolis stevepoei Köhler, Trejo-Pérez, Petersen & Méndez de la Cruz, 2014
- Anolis strahmi Schwartz, 1979
- Anolis stratulus Cope, 1861
- Anolis subocularis Davis, 1954
- Anolis sulcifrons Cope, 1899
- Anolis tandai Avila-Pires, 1995
- Anolis taylori Smith & Spieler, 1945
- Anolis tenorioensis Köhler, 2011
- Anolis tequendama Moreno-Arias, Méndez-Galeano, Beltrán & Vargas-Ramírez, 2023
- Anolis terraealtae Barbour, 1915
- Anolis terueli Navarro, Fernandez & Garrido, 2001
- Anolis tetarii (Barros, Williams & Viloria, 1996)
- Anolis tigrinus Peters, 1863
- Anolis toldo Fong & Garrido, 2000
- Anolis tolimensis Werner, 1916
- Anolis torresfundorai Torres, Reilly, Nuñez-Penichet, Reynolds & Glor, 2025
- Anolis townsendi Stejneger, 1900
- Anolis trachyderma Cope, 1875
- Anolis transversalis Duméril, 1851 – anolis prążkowany
- Anolis trinitatis Reinhardt & Lütken, 1862
- Anolis triumphalis (Nicholson & Köhler, 2014)
- Anolis tropidogaster Hallowell, 1856
- Anolis tropidolepis Boulenger, 1885
- Anolis tropidonotus Peters, 1863
- Anolis uniformis Cope, 1885
- Anolis unilobatus Köhler & Vesely, 2010
- Anolis urraoi Grisales-Martínez, Velasco, Bolívar, Williams & Daza, 2017
- Anolis ustus Cope, 1864
- Anolis utilensis (Köhler, 1996)
- Anolis valencienni Duméril & Bibron, 1837
- Anolis vanidicus Garrido & Schwartz, 1972
- Anolis vanzolinii (Williams, Orces, Matheus & Bleiweiss, 1996)
- Anolis vaupesianus Williams, 1982
- Anolis ventrimaculatus Boulenger, 1911
- Anolis vermiculatus Cocteau, 1837 – anolis wodny
- Anolis vescus Garrido & Hedges, 1992
- Anolis vicarius Williams, 1986
- Anolis villai Fitch & Henderson, 1976
- Anolis viridius Köhler & Hedges, 2016
- Anolis viridulus Díaz, Cádiz, Velazco & Kawata, 2022
- Anolis vittigerus Cope, 1862
- Anolis wampuensis (McCranie & Köhler, 2001)
- Anolis wattsii Boulenger, 1894
- Anolis websteri Arnold, 1980
- Anolis wellbornae Ahl, 1940
- Anolis wermuthi (Köhler & Obermeier, 1998)
- Anolis williamsmittermeierorum Poe & Yañez-Miranda, 2007
- Anolis wilsoni (Köhler, Townsend & Petersen, 2016)
- Anolis woodi Dunn, 1940
- Anolis yoroensis (McCranie, Nicholson & Köhler, 2001)
- Anolis zapotecorum Köhler, Trejo-Pérez, Petersen & Méndez de la Cruz, 2014
- Anolis zeus (Köhler & McCranie, 2001)

Niektórzy autorzy wydzielają z rodzaju Anolis rodzaje: Chamaelinorops, Chamaeleolis, Ctenonotus, Dactyloa, Norops, Phenacosaurus, Semiurus.